# Olympische Winterspiele 1998/Teilnehmer (Ungarn)
| Gelbes Symbol für Goldmedaillen mit stilisierten Olympischen Ringen | Graues Symbol für Silbermedaillen mit stilisierten Olympischen Ringen | Braundes Symbol für Bronzemedaillen mit stilisierten Olympischen Ringen |
| ------------------------------------------------------------------- | --------------------------------------------------------------------- | ----------------------------------------------------------------------- |
| —                                                                   | —                                                                     | —                                                                       |

Ungarn nahm an den Olympischen Winterspielen 1998 im japanischen Nagano mit einer Delegation von 17 Athleten in sechs Disziplinen teil, davon acht Männer und neun Frauen. Ein Medaillengewinn gelang keinem der Athleten.
Fahnenträgerin bei der Eröffnungsfeier war die Eisschnellläuferin Krisztina Egyed.

## Teilnehmer nach Sportarten

### Biathlon
Männer
- János Panyik
10 km Sprint: 63. Platz (31:50,0 min)

Frauen
- Zsuzsanna Bekecs
7,5 km Sprint: 64. Platz (29:50,3 min)

- Anna Bozsik
15 km Einzel: 57. Platz (1:05:41,1 h)

- Bernadett Dira
7,5 km Sprint: 63. Platz (28:48,9 min)

- Éva Szemcsák
15 km Einzel: 58. Platz (1:05:51,8 h)

### Bob
Männer, Vierer
- Nicholas Frankl, Péter Pallai, Zsolt Zsombor, Bertalan Pintér (HUN-1)
24. Platz (2:44,92 min)

### Eiskunstlauf
Männer
- Szabolcs Vidrai
13. Platz (19,0)

Frauen
- Júlia Sebestyén
15. Platz (24,5)

### Eisschnelllauf
Männer
- Zsolt Baló
500 m: 37. Platz (76,56 s)
1000 m: 42. Platz (1:15,87 min)
1500 m: 42. Platz (1:55,52 min)

Frauen
- Krisztina Egyed
500 m: 32. Platz (82,61 s)
1000 m: 23. Platz (1:21,23 min)
1500 m: 27. Platz (2:05,79 min)

### Ski Alpin
Frauen
- Kinga Barsi
Slalom: Rennen nicht beendet

- Mónika Kovács
Abfahrt: disqualifiziert
Super-G: 40. Platz (1:24,77 min)
Riesenslalom: 32. Platz (3:15,56 min)
Kombination: 21. Platz (3:06,31 min)

- Marika Labancz
Slalom: Rennen nicht beendet

### Skilanglauf
Männer
- Balázs Latrompette Yann
10 km klassisch: 89. Platz (35:30,9 min)